# Юниън (окръг, Охайо)
Вижте пояснителната страница за други значения на Юниън.
Окръг Юниън (на английски: Union County) е окръг в щата Охайо, Съединени американски щати. Площта му е 1132 km², а населението - 40 909 души (2000). Административен център е град Мерисвил.